# I. József portugál király
I. József (José Manoel Francisco António Inácio Norberto Agostinho de Bragança) (Lisszabon, 1714. június 6. – Lisszabon, 1777. február 24.) Portugália ötödik Bragança-házi királya.

## Élete
Édesapját, V. János királyt 1750-ben követte az uralkodásban. A kormányzást teljesen Pombal márki főminiszterre bízta, aki a felvilágosodás híveként több radikális reformot kívánt megvalósítani.
József király ezalatt kedvteléseinek élt, azonban 1758. szeptember 3-án merényletet követtek el ellene. A merénylet értelmi szerzőségével a jezsuitákat vádolták meg, valószínűleg alaptalanul. Az eset hatására a király beleegyezett a jezsuiták kiűzésére a Portugál Királyságból.
A korabeli írások I. József királyra az Újító jelzőt használták.

## Házassága, családja
1729. január 19-én feleségül vette a Bourbon-házból való Marianna Viktória infánsnőt (1718–1781), V. Fülöp spanyol király legidősebb leányát, akitől négy leánya született:
- Mária Franciska infánsnő (María Francisca Doroteia de Portugal, 1734–1818), aki 1760-ban saját nagybátyjához, Péter portugál infánshoz, a jövendő III. Péter királyhoz ment feleségül, és 1777–1792 között I. Mária néven Portugália első királynőjeként uralkodott.
- Mária Anna portugál infánsnő (María Ana de Portugal, 1736–1813), nem ment férjhez, gyermektelenül halt meg.
- Dorottya Franciska infánsnő(Dorotéa Francisca de Portugal, 1739–1771), nem ment férjhez, gyermektelenül halt meg.
- Mária Bendikta infánsnő (María Benedicta de Portugal, 1746–1829), aki 1777-ben saját unokaöccséhez, József Ferenc portugál infánshoz (1761–1788) Brazília hercegéhez, III. Péter király legidősebb fiához ment feleségül, de házasságuk gyermektelen maradt.

Mivel fiúgyermekük nem született, József királynak döntenie kellett a trónutódlás kérdésében: Királyi rendelettel tegye-e lehetővé a leányági öröklést, és legidősebb leányát, Mária infánsnőt tegye meg örökösévé, vagy ragaszkodjék a férfi öröklés előírt rendjéhez, ekkor saját legidősebb élő öccse, Péter infáns (Don Pedro Clemente de Braganza) következett a sorban. A dilemmát úgy oldották fel, hogy Mária infánsnőt 1760-ban feleségül adták Péter infánshoz, ők 1777-ben együtt örökölték a trónt.
| Előző uralkodó: V. Nagylelkű János | Portugália királya 1750–1777 Bragança-ház | Következő uralkodó: I. Siránkozó Mária |

1. ↑  http://www.whatclinic.com/physiotherapy/portugal/lisbon
2. ↑  http://www.whatclinic.com/dermatology/portugal/lisbon/acne-treatment